# Гомеопатия, взирающая на ужасы Аллопатии
«Гомеопа́тия, взира́ющая на у́жасы Аллопа́тии» — аллегорическая картина русского художника Александра Бейдемана (1826—1869), написанная в 1857 году. Принадлежит Государственной Третьяковской галерее (инв. 1795). Размер картины — 65,5 × 77,3 см.
В XIX веке полотно также было известно под названием «Торжество гомеопатии. Аллегорическое изображение».

## История
Картина «Гомеопатия, взирающая на ужасы Аллопатии» была написана Александром Бейдеманом в Мюнхене в 1857 году. По утверждению врача-гомеопата Николая Габриловича (1865—1941), заказчиком картины был его отец, врач Евгений Габрилович (1835—1918), который в те годы учился в Мюнхене. Полотно было приобретено Павлом Третьяковым до 1893 года. В 1923 году картина экспонировалась на проходившей в Третьяковской галерее выставке, посвящённой 25-летию со дня смерти Павла Третьякова.
Известно также о существовании неоконченного варианта картины, который до начала 1970-х годов находился в Москве у вдовы Николая Габриловича Ларисы Габрилович-Масловой (1894—1985), а затем перешёл в частное собрание в Кемерово.
В ноябре 2015 года в инженерном корпусе Государственной Третьяковской галереи была организована выставка одной картины «Гомеопатия, взирающая на ужасы Аллопатии», которая была совмещена с проходившей в тот же день конференцией «Искусство в гомеопатии и гомеопатия в искусстве».

## Описание
В правой части картины находится «положительный полюс сцены». На заднем плане — аллегорическое изображение парящей в облаках Гомеопатии. Перед ней, в красном плаще, — бог врачебного искусства Эскулап, который от гнева и возмущения поднял свою левую руку. За ним — богиня Афина, которая покровительствует наукам, а у самого правого края полотна изображён немецкий врач Христиан Фридрих Самуэль Ганеман (1755—1843), основатель гомеопатии.
Все они с неодобрением и возмущением смотрят на связанный с аллопатией «отрицательный полюс», находящийся в левой части полотна. Врачи-аллопаты всячески истязают больного, один из них даже отпиливает ему ногу. Судя по всему, жить ему осталось недолго, о чём свидетельствует фигура Смерти в дверном проёме, а также рыдающая жена и плачущие дети, изображённые в левом нижнем углу.